# Destructor Tipo 052
El Tipo 052 (destructor clase Luhu OTAN/OSD) es una clase de destructores desarrollados en la República Popular China (RPC) para la Armada del Ejército Popular de Liberación (acrónimo en inglés: PLAN). El Tipo 052 era un intermedio entre el obsoleto Tipo 051 y los modernos destructores Tipo 052B. Fueron los primeros destructores PLAN propulsados por turbinas de gas, y los primeros barcos PLAN con modernos sistemas de dirección de combate (CDS). También fueron parte de la primera generación de buques de guerra PLAN armados con misiles tierra-aire en forma de Crotale de corto alcance (llamado HQ-7 en el servicio chino). La serie está compuesta de dos unidades; Harbin y Qingdao.
El Tipo 052 utilizaba subsistemas importados de Estados Unidos y la Unión Europea. El embargo posterior a las protestas y masacre de la plaza de Tiananmén de 1989 de 1989 puso fin al suministro y apoyo a esos subsistemas, limitando la producción a dos barcos y probablemente afectando su eficiencia operativa debido a problemas de integración del sistema. Posteriormente, China recurrió a Rusia y Ucrania en busca de tecnología.

## Historia

### Aparición del Tipo 052

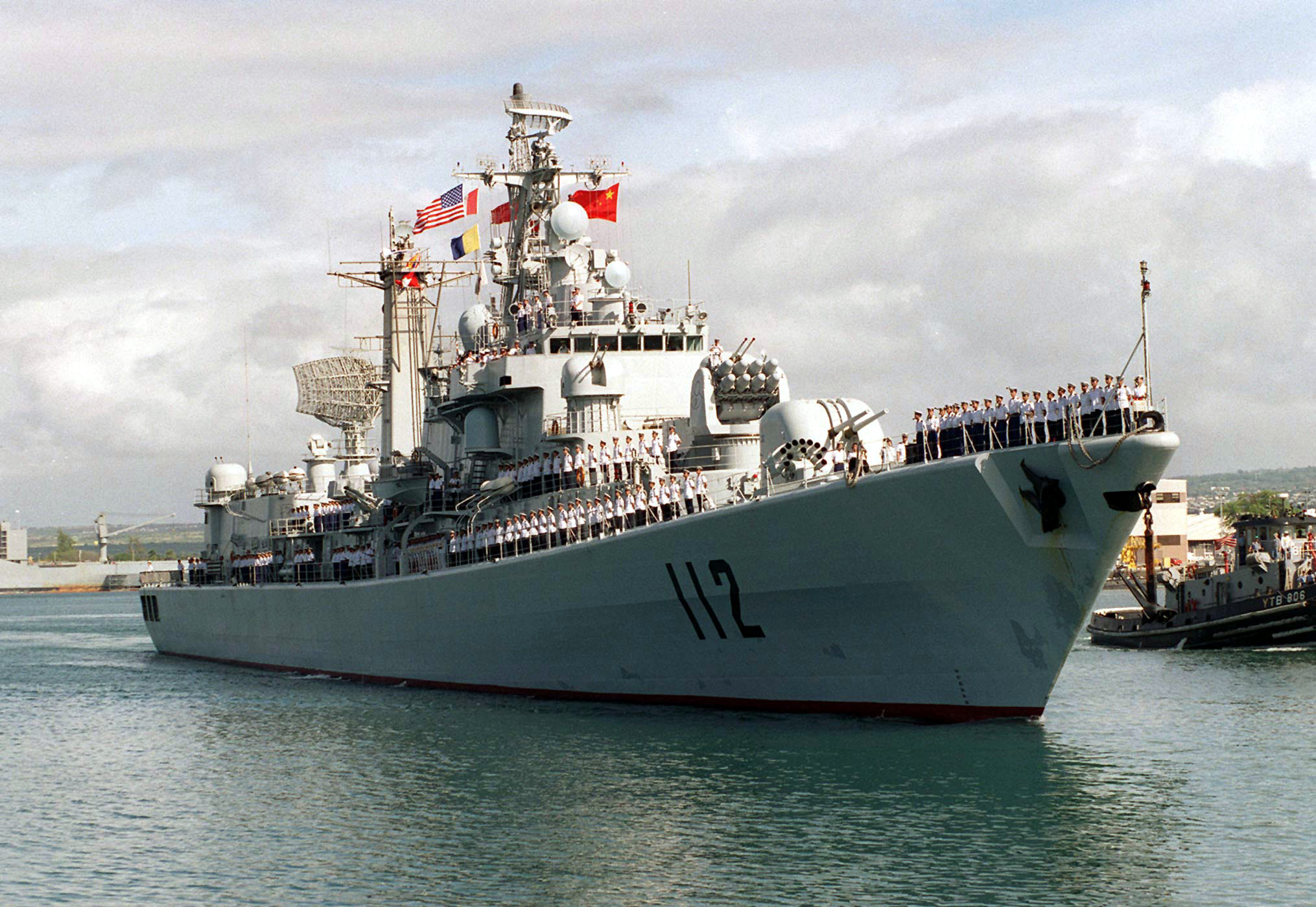
Harbin (DDG 112) en Pearl Harbor, Hawaii, en 1997 con la torreta principal original.

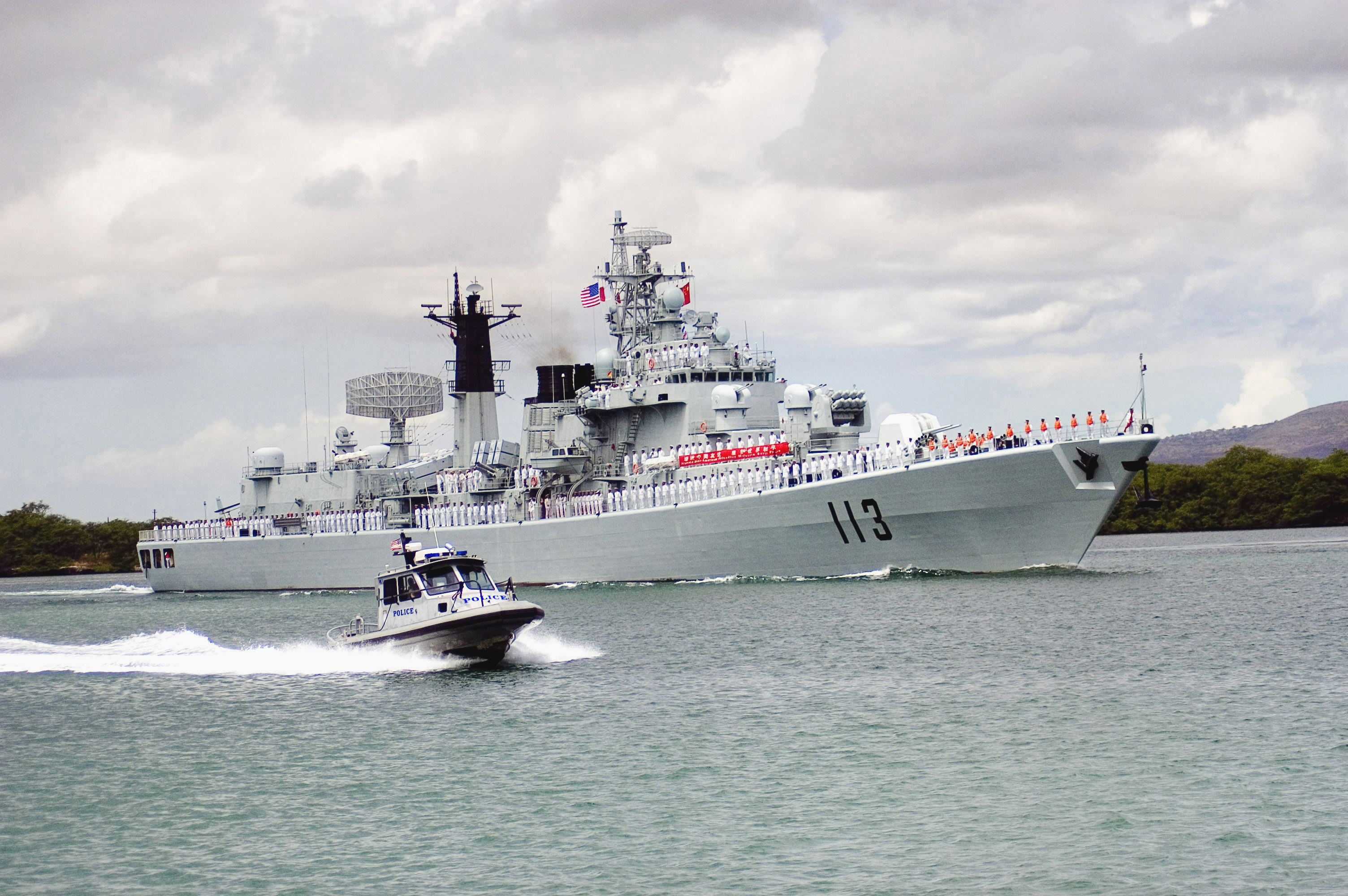
Qingdao (DDG 113) en el 2006

Los destructores Tipo 051 clase Luda fueros los primeros buques chinos orientados a la guerra antisuperficie (ASuW). Fueron diseñados y construidos por la República Popular de China, siendo primeros buques chinos en ser equipados con un sistema de dirección de combate integrado. Estaban basados en el diseño de los destructores soviéticos Clase Neustrashimy, con algunas influencias de diseño de la Clase Kotlin.
Los buques de la Clase Luhu fueron diseñados por el Instituto de Diseño de Buques de Guerra de China (anteriormente Séptima Academia del Ministerio de Defensa Nacional), y construidos en el Astillero de Jiangnan. El Harbin (N. 112) fue la primera unidad de la clase Luhu, seguida por el destructor Qingdao (N. 113). El diseñador jefe fue el académico Pan Jingfu. Se considera a esta clase la primera en aproximarse a estándares modernos, siendo un avance significativo sobre la anterior Clase Luda. Las Luhu requirieron el uso amplio de tecnología extranjera, la cual estaba aún accesible a la República Popular de China antes de los incidentes en la Plaza Tiananmen en 1989. Entre estos se incluyen radares y sistemas de control de tiro de origen francés y las turbinas de gas General Electric LM2500 de origen americano, dos de estos motores para cada destructor.
Incluso con la incorporación de tecnología occidental, la falta crónica de un sistema de defensa aérea adecuado tuvo un gran impacto en las operaciones de la Armada del Ejército Popular de Liberación (PLAN). Equipados solo con misiles y cañones antiaéreos de alcance y desempeño limitados, las naves de guerra chinas han limitado históricamente sus operaciones a áreas dentro del alcance de su aviación basada en tierra debido a la falta de defensas contra amenazas aéreas. Para corregir esta tendencia, las Luhu (y las más pequeñas fragatas de la Clase Jiangwei) fueron equipadas con el sistema SAM HQ-7, el cual les da una capacidad de densa aérea superior a cualquier diseño chino previo, aunque aún limitados a un alcance dentro del rango visual (WVR).
El HQ-7 está equipado con 8 misiles listos para ser disparados más 16 almacenados en un cargador semiautomático. El mismo sistema fue usado también para el upgrade de algunos destructores Clase Luda al estándar 051G. A pesar de los avances, la Clase Luhu todavía sufre carencias en algunas áreas, tales como guerra electrónica y contramedidas electrónicas.

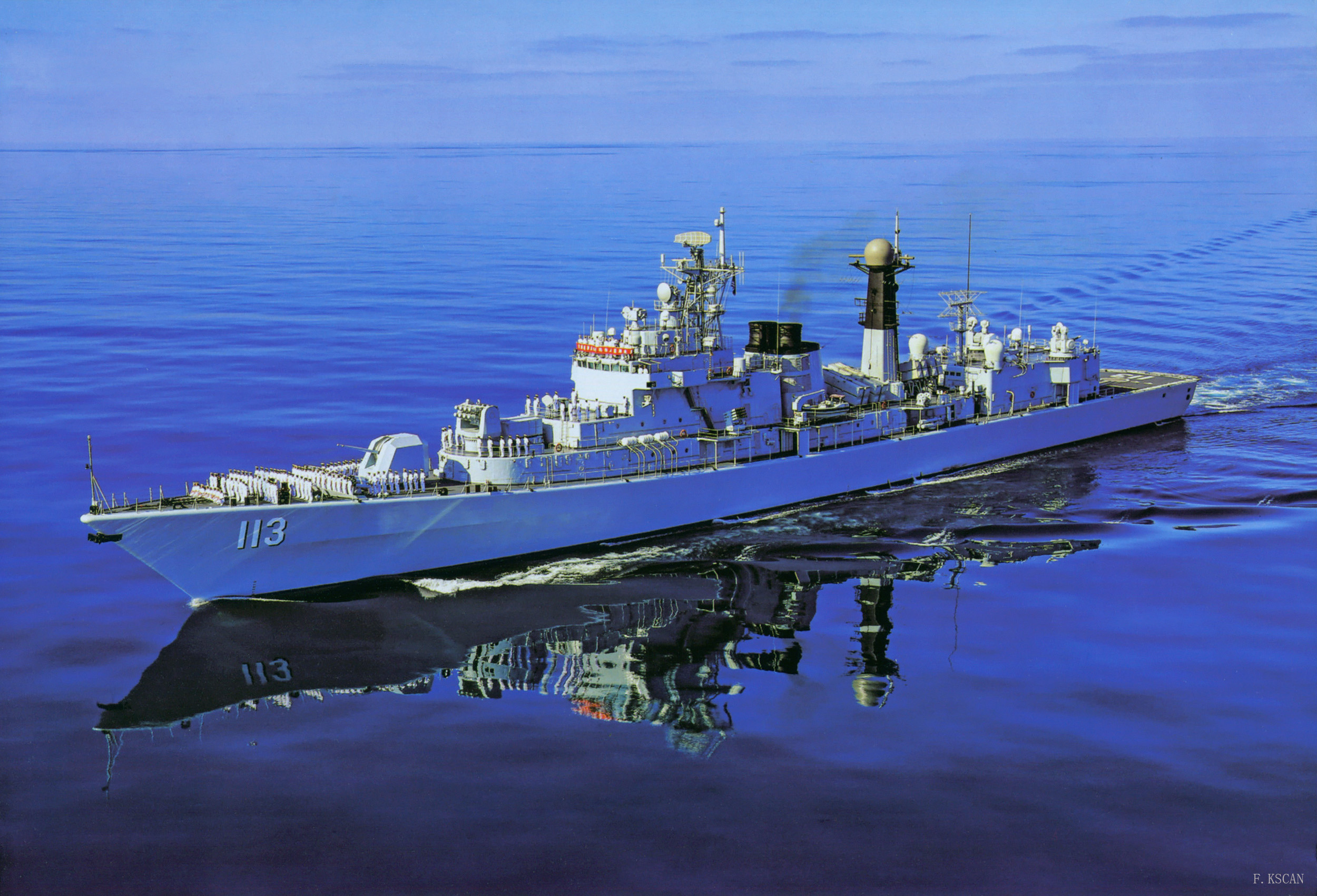
Qingdao (DDG 113) en el 2016, tras la reforma.

La capacidad operativa de los Tipo 052 ha sido cuestionada por analistas navales. Las visitas realizadas por estas naves a otros países permitieron a Oficiales Navales de la US Navy abordar e inspeccionar al Harbin N.112 y tomar numerosas fotografías. El análisis de estas y los reportes presentados sugieren que estos buques fueron pensados más como demostradores de tecnología que como unidades de combate. Por ejemplo, la gran cantidad de equipo extranjero a bordo estaba aún señalizado en su lenguaje de origen, también era el caso de la mayoría de los manuales y otra documentación, poniendo en duda la habilidad de la tripulación para operar con efectividad en situaciones de estrés cuando se verían llamados a operar equipo con instrucciones en inglés e italiano tanto como en chino. Además los varios sistemas de origen europeo instalados no fueron diseñados originalmente para operar juntos dando como resultado problemas de integración, un problema de los chinos no pudieron superar debido a su falta de familiaridad con la tecnología subyacente.
Los chinos intentaron solucionar estos problemas con la introducción de una nueva clase de destructores Luhu mejorados denominada Clase Luhai. En esencia una Luhu ampliada, esta clase cuenta con electrónica mejorada de proveedores extranjeros así como sistemas de armas más avanzados. De todas formas los diseñadores parecen haber optado por sistemas locales menos capaces para disminuir los problemas de integración que sufrió la Clase Luhu. Aun así la PLAN, según reportes, no estuvo satisfecha con el diseño de la Clase Luhai y la producción se detuvo luego de una sola unidad completada.
Ambos destructores de la clase fueron actualizados en 2011. Los cuatro cañones Tipo 76A fueron reemplazados por dos CIWS Tipo 730 ubicados sobre el techo del hangar para helicópteros. El sistema SAM de corto alcance Crotale/HQ-7 puede que haya sido reemplazado por una versión más moderna (¿FM-90?) que provea mejor capacidad de intercepción contra misiles AShM roza olas. Dos lanzadores de señuelos Tipo 726-4 fueron instalados a ambos lados del puente delantero. Varios sistemas de a bordo estaban integrados, hasta cierto punto, por un sistema de datos de combate Thomson-CSF TAVITAC el cual se cree que fue reemplazado por un sistema C3I local (ZJK-4B o superior). El radar de búsqueda aérea Thomson-CSF Sea Tiger fue reemplazado primero por un Tipo 518 Hai Ying y luego por un radar de búsqueda aérea de lago alcance Tipo 517M. El radar de búsqueda aire/superficie Tipo 362 instalado en la parte superior del mástil de popa fue reemplazado por uno Tipo 364. Un par de antenas SATCOM han sido instaladas sobre el techo del hangar.

### Historia operacional
El 27 de febrero de 2012, el destructor Tipo 052 Qingdao (113), junto a la fragata Tipo 054A Yantai (538) y al buque de aprovisionamiento Weishanhu (887) formaron la 11.ª Flotilla de Escolta Naval China, y partieron del puerto de Qingdao para participar en misiones de escolta y antipiratería en el Golfo de Adén y aguas somalíes.

## Unidades de la serie
| Número | Número de banderín | Nombre          | Astillero         | Botado          | Alta          | Flota                   | Estado |
| ------ | ------------------ | --------------- | ----------------- | --------------- | ------------- | ----------------------- | ------ |
| 1      | 112                | 哈尔滨 / Harbin | Jiangnan Shipyard | Octubre de 1991 | Julio de 1994 | Flota del Mar del Norte | Activo |
| 2      | 113                | 青岛 / Qingdao  | Jiangnan Shipyard | Octubre de 1993 | Marzo de 1996 | Flota del Mar del Norte | Activo |

## Variantes

### Tipo 052B

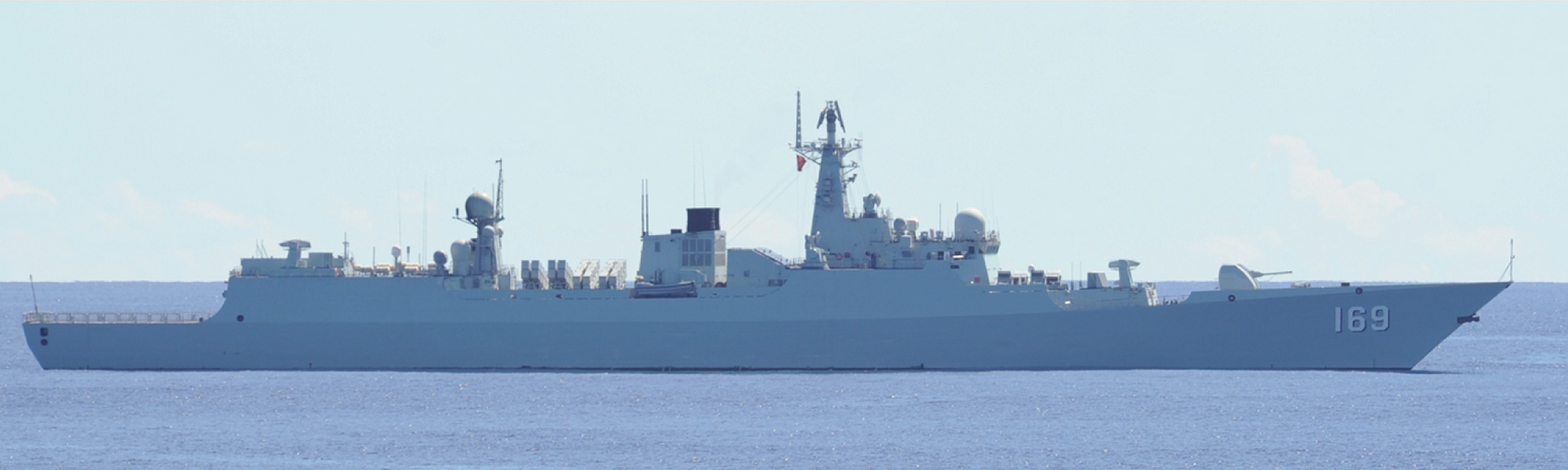
Wuhan (DDG-169) un tipo 052B

El tipo 052B fue el primer diseño de destructor moderno de China y el primer diseño chino que incorpora verdadera capacidad de defensa aérea de medio alcance en forma de misiles tierra-aire (SAM) rusos Shtil-1 (Buk navalizado mejorado, designación de la OTAN SA-N-12. 2 buques conforman esta serie.

### Tipo 052C

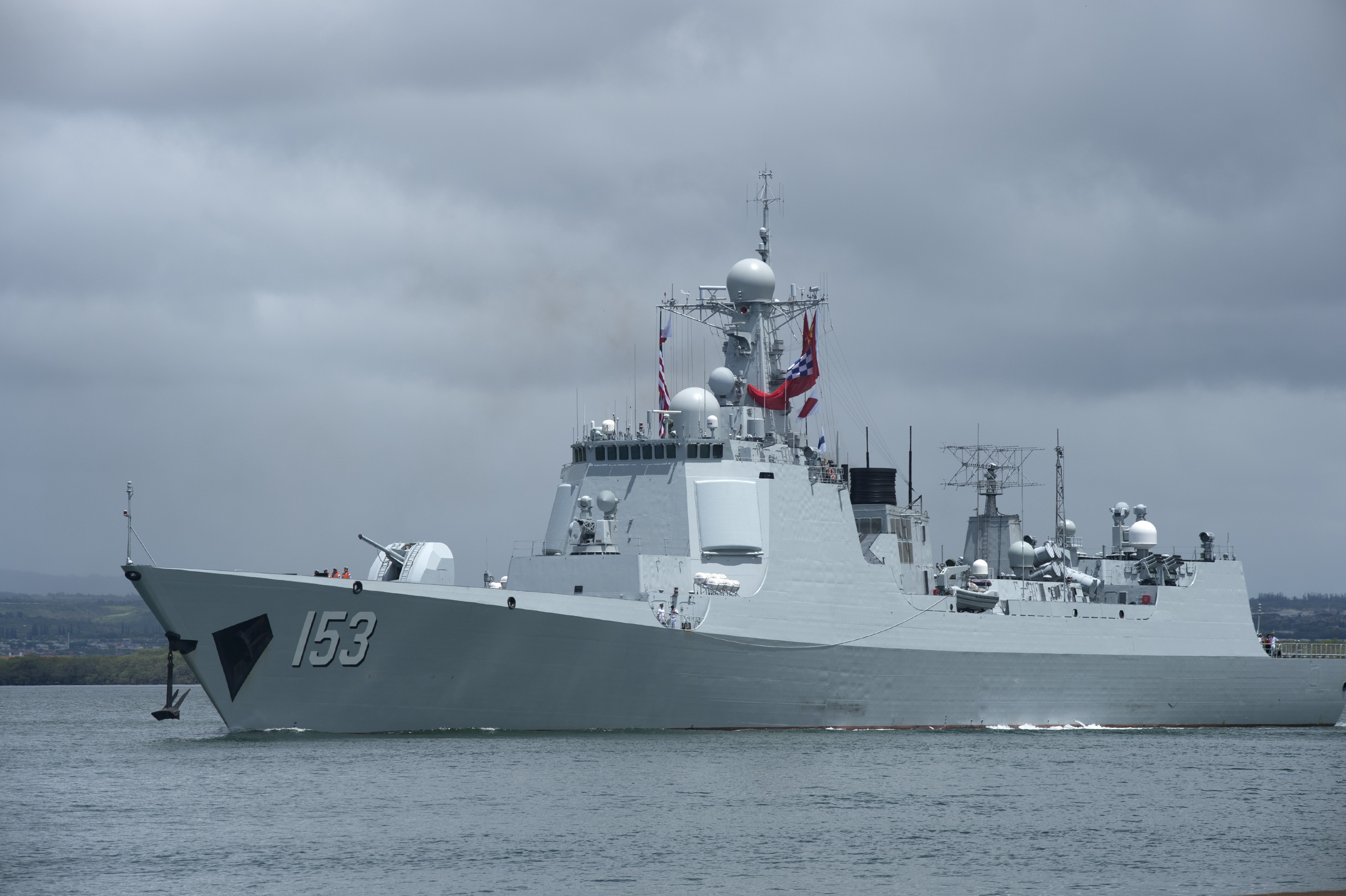
Xian (153) un tipo 052C

El diseño Tipo 052C fue aprobada en septiembre de 2001. El destructor Tipo 052C clase Lanzhou o Luyang II fue introducido por la Armada del Ejército de Liberación Popular para contar con un buque escolta más avanzado y con una completa gama de armamento. Su sistema de misiles antiaéreos HHQ-9 combinado con el nuevo radar Tipo 348 le daba una gran capacidad de defensa aérea. Se instalaron lanzadores verticales, contando con 48 celdas para misiles. Se cree que el misil HQ-9 incorpora tecnología del ruso S-300. Además llevan un cañón de 100 mm, 2 CIWS Tipo 730 (muy parecidos a los CIWS Goalkeeper) y dos lanzadores triples de torpedos ASW. Su helicóptero ASW Kamov Ka-28 puede usarse para cazar submarinos o guiar misiles. El destructor también lleva misiles antibuque en dos lanzadores de 4 celdas, justo delante del hangar.  A diferencia de los destructores dclase Sovremenny , el armamento antisubmarino del Tipo 052C es principalmente defensivo. Cuenta con el sonar SJD-8/9 de frecuencia media montado en el casco , que es un desarrollo del sonar  DUBV-23 comprado a Francia. Se decidió no instalar sonar de profundidad variable ESS-1 (desarrollo chino del francés DUBV-43 VDS) ni sonar de remolque. 
Dos barcos, Lanzhou y Haikou entraron en servicio en 2005.Les siguieron cuatro buques más y había más barcos planificados pero el número se redujo cuando China apostó por los nuevos destructores Tipo 052D. En total 6 buques conforman esta serie.

### Tipo 052D

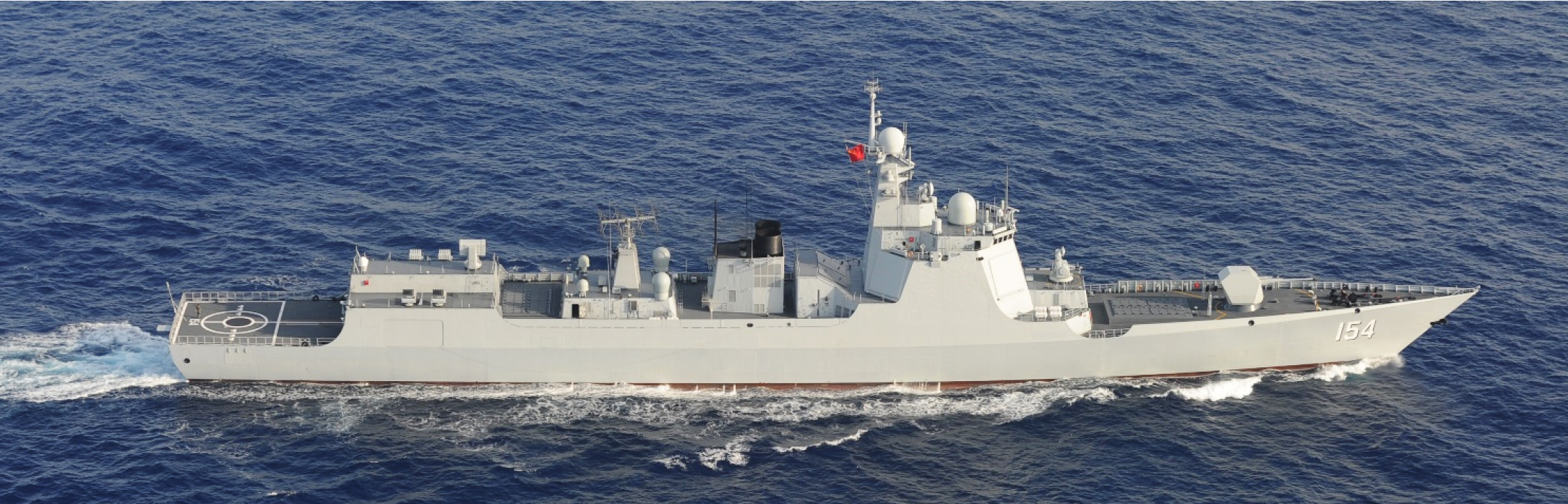
Xiamen (DDG-154) un tipo 052D

Los destructores Tipo 052D clase Luyang III son una evolución natural de los Tipo 052C, siendo denominados extraoficialmente como los AEGIS chinos. El Kunming fue el primer barco Tipo 052D y el primer barco chino en contar con un radar de barrido electrónico activo (AESA, por sus siglas en inglés). Es un radar que quiere competir con el SPY-1D del sistema AEGIS americano. Los Tipo 052D fueron los primeros buques chinos en tener un lanzador vertical de misiles, en su caso de 64 celdas. 25 buques conforman esta serie.